# Okręg Villefranche-de-Rouergue
Okręg Villefranche-de-Rouergue (fr. Arrondissement de Villefranche-de-Rouergue) – okręg w południowo-zachodniej Francji. Populacja wynosi 64 tysiące.

## Podział administracyjny
W skład okręgu wchodzą następujące kantony:
- Aubin,
- Capdenac-Gare,
- Decazeville,
- Montbazens,
- Najac,
- Rieupeyroux,
- Villefranche-de-Rouergue,
- Villeneuve.